# Kasjoebisch

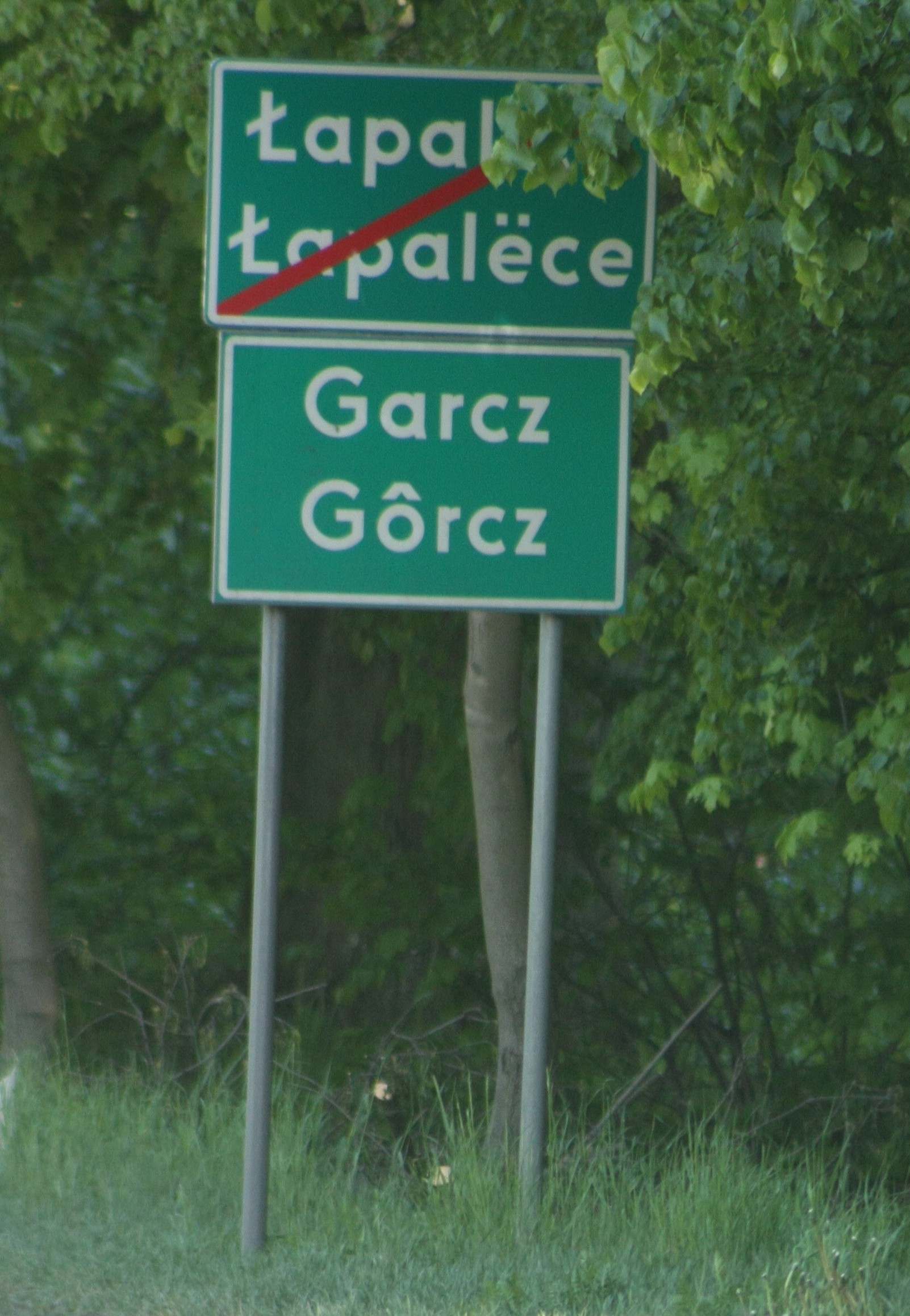
Tweetalig plaatsnaambord in het Pools en het Kasjoebisch in Gôrcz

Het Kasjoebisch (kaszëbsczi jãzëk, pòmòrsczi jãzëk, kaszëbskò-słowińskô mòwa; Pools: język kaszubski, język pomorski, język kaszubsko-słowiński) is een West-Slavische taal die wordt gesproken in het oosten van Pommeren (Kasjoebisch: Pòmòrskô, Pòmòrze), tussen Słupsk en Gdańsk in Noord-Polen. Het is de voortzetting van het Elbe- en Oostzeeslavisch, dat vroeger tot in taalexclaves in het Wendland (thans oostelijk Nedersaksen) gesproken werd, maar waarvan de westelijke variant, het Polabisch in de zeventiende eeuw geheel uitstierf.

## Kenmerken
Belangrijke verschillen tussen het Pools en het Kasjoebisch is dat de laatste taal - met name als gevolg van een oorspronkelijk Baltischsprekende bevolking en de geografische geschiedenis van Polen en Duitsland - substraatelementen uit het Oudpruisisch en relatief veel (Neder)Duitse leenwoorden kent (5% van de hele woordenschat). Op fonologisch vlak valt vooral de mazurering op, ofwel het feit dat veel medeklinkers die in het Pools zijn gepalataliseerd in het Kasjoebisch hard worden uitgesproken:
| Pools | Kasjoebisch | Nederlands |
| ----- | ----------- | ---------- |
| dziś  | dzys        | vandaag    |
| siano | sano        | stro       |

## Toestand
Het aantal moedertaalsprekers van het Kasjoebisch is zeer gering - niet groter dan 3.000 -, al is het aantal mensen dat zich nog als "echte Kasjoeb" beschouwt veel groter: circa 100.000. De overgrote meerderheid spreekt thans een Pools dialect en geen authentiek Kasjoebisch meer. De meeste sprekers wonen op het platteland, maar de belangrijkste culturele instellingen van de Kasjoebische gemeenschap bevinden zich in Gdańsk. Veel Kasjoeben vluchtten in 1945 voor het Rode Leger uit West-Pruisen (sinds 1939 officieel Danzig-West-Pruisen) naar Midden-Duitsland (onder andere via de Wilhelm Gustloff). Veel Duitsers met Kasjoebische wortels beschouwen zich als Duitsers, maar ouderen spreken het Kasjoebisch nog. De Duitse schrijver en Nobelprijswinnaar Günter Grass had een Kasjoebische moeder. De meeste Weichselkasjoeben (West-Pruisen) zijn rooms-katholiek, de in de 17e eeuw protestants-luthers geworden Slovinzen of Lebakasjoeben (uit Kluki en Leba in de voormalige provincie Pommeren) gelden als nagenoeg uitgestorven als taalgemeenschap. Velen waren sinds het midden van de 19de eeuw gaandeweg overgegaan op het Duits.
Er is een Kasjoebische emigrantengemeenschap in Canada.